# (1523) Pieksämäki
(1523) Pieksämäki es un asteroide perteneciente al cinturón de asteroides descubierto por Yrjö Väisälä el 18 de enero de 1939 desde el observatorio de Iso-Heikkilä, Finlandia.

## Designación y nombre
Pieksämäki se designó inicialmente como 1939 BC.
Más adelante fue nombrado por la ciudad finlandesa de Pieksämäki.

## Características orbitales
Pieksämäki está situado a una distancia media del Sol de 2,242 ua, pudiendo acercarse hasta 2,034 ua. Tiene una excentricidad de 0,09295 y una inclinación orbital de 5,143°. Emplea 1226 días en completar una órbita alrededor del Sol.